# オピオイドペプチド
オピオイド・ペプチド（英: Opioid peptide）類は、脳のオピオイド受容体に結合する短いアミノ酸配列である。オピエートおよびオピオイドはこれらのペプチドの効果を模倣する。オピオイドペプチドは体内で生産される（例: エンドルフィン）。これらのペプチドの効果はそれぞれ異なっているが、全てオピエートと似ている。脳オピオイドペプチドシステムは、意欲、感情、愛着行動、ストレスや痛みに対する応答、食物摂取の制御において重要な役割を果たしていることが知られている。
オピオイド様ペプチドもまた部分的に消化された食物（カソモルフィン、エキソルフィン、ルビスコリン）から吸収されるが、生理活性は限られている。食品由来のオピオイドペプチドは、通常4-8残基のアミノ酸からなる。体内で作られるオピオイドは一般的により長い。

## 体内で生産されるオピオイドペプチド
ヒトゲノムは中には、内因性オピオイドペプチドをコードしていることが知られる3つの相同遺伝子がある。それぞれの遺伝子は大きなタンパク質をコードしており、プロセッシングを受けオピエート様活性を持つより短いペプチドが産生される。
- プロオピオメラノコルチン (POMC) ヒト遺伝子の核酸配列は1980年に同定された[1]。POMC遺伝子は、β-エンドルフィンやγ-エンドルフィンといった内因性オピエートをコードしている[2]。プロオピオメラノコルチンに由来しオピエート活性を有するペプチドは、「エンドルフィン」と呼ばれる内因性オピオイドペプチドの分類から成っている。
- ヒトエンケファリン遺伝子は、1982年に単離、同定された[3]。
- ヒトダイノルフィン遺伝子（当初はエンケファリン遺伝子と配列が類似していたため「エンケファリン B」遺伝子と呼ばれていた）は、1983年に単離、同定された[4]。
- アドレノルフィンおよびアミドルフィン（英語版）は、1980年代に発見された。
- オピオルフィンは、ヒトの唾液で発見されたエンケファリナーゼ阻害剤であり、エンケファリンの代謝を妨げる。

## 食品オピオイドペプチド
- カソモルフィン （カゾモルフィン、牛乳）
- グルテン・エキソルフィン（英語版）（グルテン）
- グリアドルフィン/グルテモルフィン（英語版）（グルテン）
- ルビスコリン（ホウレンソウ）

## 微生物オピオイドペプチド
- デルトルフィン (Deltorphin) I, II（真菌）

## 動物
- デルモルフィン（Phyllomedusa属カエル）